# Otylia Kałuża

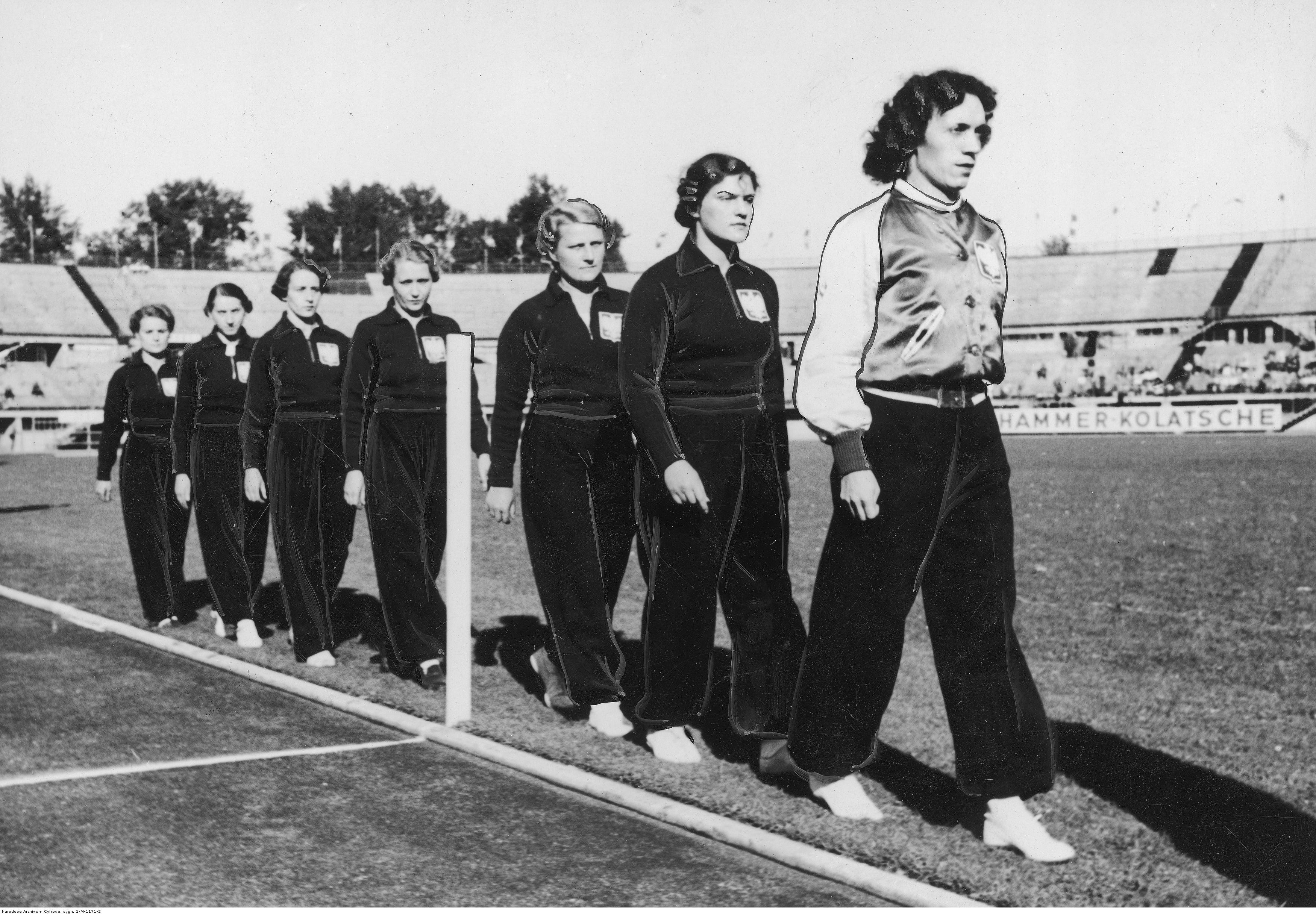
Otylia Kałuża (vierte von links) bei den Europameisterschaften in Wien (1938).

Otylia Kałuża (Otylia Maria Kałuża, geb. Tabacka; * 23. Mai 1907 in Orzesze; † 23. Oktober 1981 in Chorzów) war eine polnische Mittelstreckenläuferin und Sprinterin.
Bei den Olympischen Spielen 1928 in Amsterdam schied sie über 800 Meter im Vorlauf aus.
1938 gewann sie bei den Europameisterschaften in Wien mit der polnischen Mannschaft Silber in der 4-mal-100-Meter-Staffel. Über 100 und 200 Meter kam sie nicht über die erste Runde hinaus.

## Persönliche Bestzeiten
- 100 m: 12,6 s, 15. Juli 1934, Warschau
- 200 m: 26,0 s, 20. August 1939, Warschau
- 800 m: 2:30,0 min, 1. Juli 1928, Warschau